# Caladenia richardsiorum
Caladenia richardsiorum é uma espécie de orquídea geófita, família Orchidaceae, do sul da Austrália,  onde cresce em grupos esparsos ou ocasionalmente grandes colônias, em bosques, ou locais de vegetação arbustiva,  charnecas, e afloramentos de granito, em áreas de solo bem drenado mas ocasionalmente em áreas sazonalmente alagadiças.
São plantas com uma única folha basal pubescente com marcas proeminentes púrpura perto da base, e uma inflorescência rija, fina e densamente pubescente, com uma ou poucas flores, que vagamente lembram uma aranha, muito estreitas, caudadas, e bem esparramadas, normalmente pendentes. Em conjunto formam grupo bem vistoso quando sua floração é estimulada por incêndios de verão.
Pertence a um grupo de cerca de quarenta espécies, tratadas por David Jones como Alliance Clubbed Spider do gênero Arachnorchis, que distingue-se dos outros grupos deCaladenia por apresentar diferente tipo de pubescência nas folhas e inflorescências, por suas flores grandes, de sépalas e pétalas atenuadas, longas, com verrugas clavadas na extremidade, labelo pendurado firmemente com dentes marginais do labelo curtos, com evidentes espessamentos apicais clavados; e osmóforos especializados.

## Publicação e sinônimos
- Caladenia richardsiorum D.L.Jones, Austral. Orchid Res. 2: 31 (1991).

Sinônimos homotípicos:
- Arachnorchis richardsiorum (D.L.Jones) D.L.Jones & M.A.Clem., Orchadian 13: 396 (2001).

- Calonema richardsiorum (D.L.Jones) Szlach., Polish Bot. J. 46: 19 (2001).

- Calonemorchis richardsiorum (D.L.Jones) Szlach., Polish Bot. J. 46: 142 (2001).